# Bahnhof Hinterweidenthal Ort

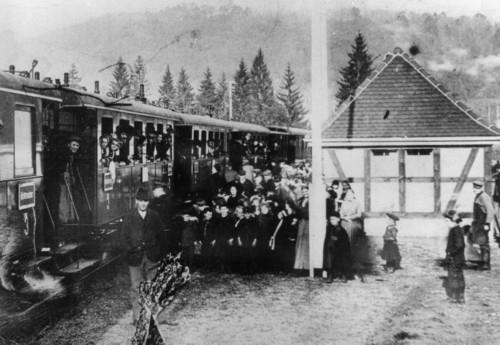
Eröffnungszug der Wieslauterbahn am 1. Dezember 1911 im Bahnhof Hinterweidenthal Ort (damals Hinterweidenthal)

Ansicht des Bahnhofs um 1914

Der Bahnhof Hinterweidenthal Ort ist ein Durchgangsbahnhof entlang der Wieslauterbahn und einer von insgesamt drei Bahnhöfen innerhalb der Gemeinde Hinterweidenthal. Er besitzt ein Bahnsteiggleis und ein Ladegleis. Der Bahnhof liegt im Verbundgebiet des Verkehrsverbundes Rhein-Neckar (VRN) und gehört zur Tarifzone 998. Seine Anschrift lautet Bahnhofstraße 4. Das Empfangsgebäude steht unter Denkmalschutz.

## Lage
Der Bahnhof befindet sich am nordwestlichen Siedlungsrand des Kernortes Hinterweidenthal. Die Wieslauterbahn, die das Gemeindegebiet in einer langgezogenen S-Kurve in Nord-Süd-Richtung durchquert, kreuzt unmittelbar nördlich die Straße Im Handschuhteich und überbrückt anschließend die namensgebende Wieslauter. Letztere und die Bahnhofstraße verlaufen im Bahnhofsbereich annähernd parallel zur Bahnstrecke. Unweit des Bahnhofs erstreckt sich der Handschuh-Kopf.

## Geschichte

### Planung, Bau, Eröffnung und erste Jahrzehnte
Im Zuge des Baus der Bahnstrecke Landau-Zweibrücken in den Jahren 1874 und 1875 entstand auf der Gemarkung des damals zu Wilgartswiesen gehörenden Ortes Kaltenbach der Bahnhof Hinterweidenthal-Kaltenbach, der – wie der Name zum Ausdruck brachte – auch der Gemeinde Hinterweidenthal diente. Nachdem es mehrere zwischenzeitlich verworfene Pläne zum Bau einer Strecke quer durch den Wasgau gab, fiel der Entschluss, von der Magistrale Landau-Zweibrücken aus eine Stichstrecke entlang der Wieslauter nach Bundenthal zu errichten. Zwischen den Bahnhöfen Hinterweidenthal-Kaltenbach und Hauenstein entstand die Abzweigstation Kaltenbach Ost sowie entlang der Stichbahn ein ortsnaher Bahnhof für Hinterweidenthal. Der seit 1875 bestehende Bahnhof an der Hauptbahn wurde daraufhin in Kaltenbach (Pfalz) umbenannt.
Zum Zeitpunkt der Eröffnung hieß der Bahnhof Hinterweidenthal. Da der Abzweigbahnhof später in Hinterweidenthal umbenannt wurde, erhielt der ortsnahe Bahnhof entsprechend den Namen Hinterweidenthal Ort.
1922 erfolgte die Eingliederung des Bahnhofs in die neu gegründete Reichsbahndirektion Ludwigshafen. 1929 wurde er um eine sogenannte „Bahnhofsuhr“ erweitert. Im Zuge von der Auflösung der Ludwigshafener Direktion wechselte er zum 1. April 1937 in den Zuständigkeitsbereich der Direktion Saarbrücken.

### Weitere Entwicklung
Im Zweiten Weltkrieg erfolgte durch Bomben die Zerstörung des Bahnhofsgebäudes, das erst 1958 wiederhergestellt wurde. Die Deutsche Bundesbahn (DB), die ab 1949 für den Bahnbetrieb zuständig war, gliederte den Bahnhof in die Bundesbahndirektion Mainz ein, der sie alle Bahnlinien innerhalb des neu geschaffenen Bundeslandes Rheinland-Pfalz zuteilte. Am 26. September 1966 endete der reguläre Personenverkehr, lediglich der Ausflugszug Bundenthaler verkehrte bis 1976 an Sonn- und Feiertagen. Im Zuge der schrittweisen Auflösung der Mainzer Direktion Anfang der 1970er Jahre war mit Wirkung des 1. August 1971 erneut deren Pendant in Saarbrücken für den Bahnhof zuständig.
Bis zum 30. Mai 1989 waren ebenso mechanische Signale vorhanden, die vor Ort bedient wurden, danach jedoch abgebaut wurden. Seit dem 1. Mai 2011 existiert ein Flügelhauptsignal in Richtung Norden. 1995 endete der Güterverkehr auf der Strecke. Zum 1. Juni 1997 wurde der Personenverkehr am Wochenende reaktiviert. 2021 verkehren samstags und sonntags im Sommer jeweils fünf Zugpaare, mittwochs drei.

## Empfangsgebäude

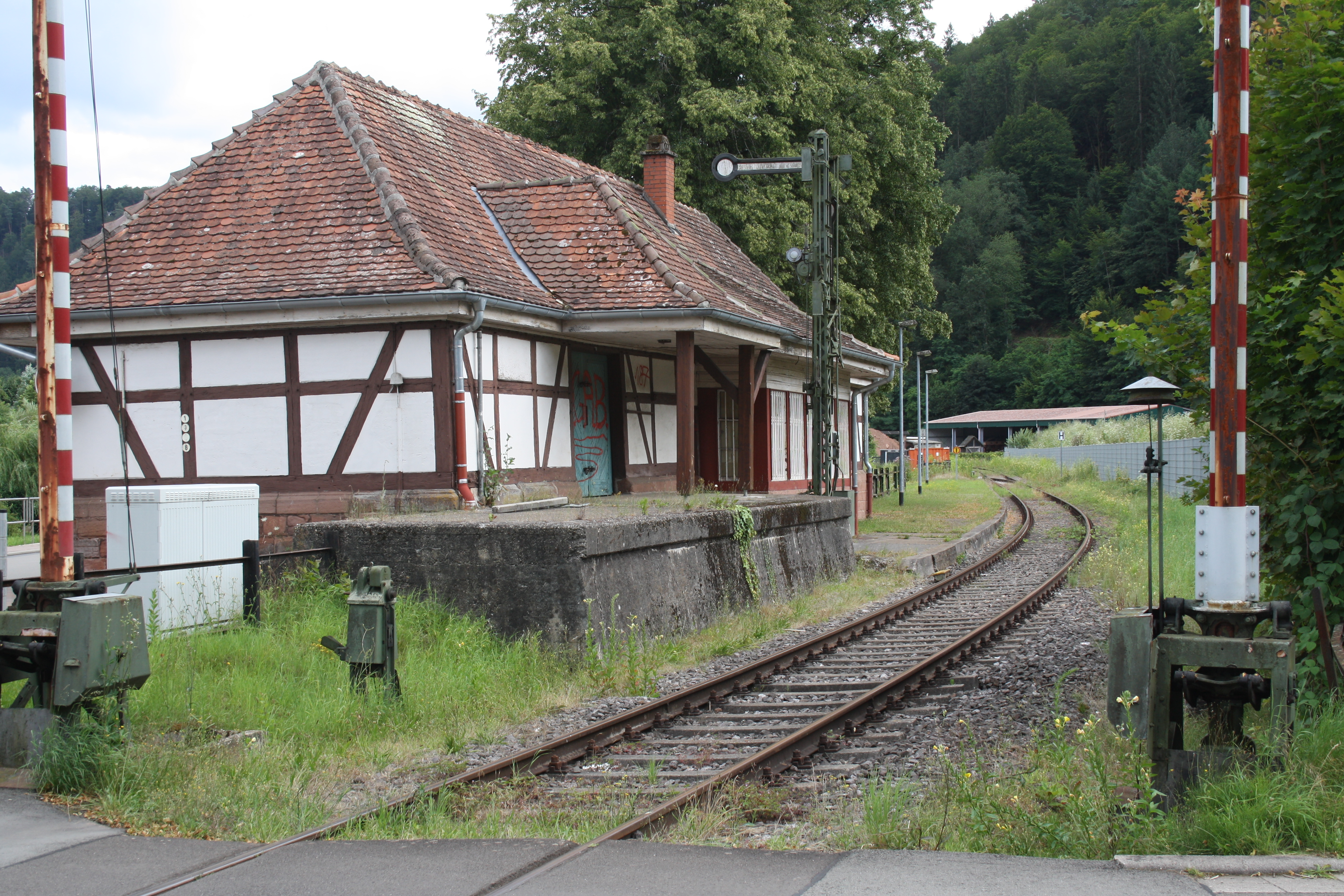
Empfangsgebäude

Beim Empfangsgebäude handelt es sich um einen einstöckigen Bau aus Fachwerk, der um 1911 entstand. Für den Bahnbetrieb selbst hat es keine Bedeutung mehr und steht derzeit (2013) leer.

## Verkehr

### Personenverkehr
Der erste Fahrplan verzeichnete insgesamt vier Zugpaare. An Wochenenden war das Zugangebot meist etwas breiter gefächert.
Planmäßiger Schienenpersonennahverkehr findet als RB 56 (KVV- und DB-Bezeichnung, VRN-Liniennummer RB 57) mit einigen Zügen mittwochs, an Wochenenden und an Feiertagen in den Monaten Mai bis Oktober statt. Diese Züge sind auf den Ausflugsverkehr ausgerichtet.

### Güterverkehr
Nach der Einstellung des Personenverkehrs blieb der Bahnhof Hinterweidenthal Ort zunächst ein Gütertarifpunkt entlang der Strecke. Vor allem der Holztransport spielte weiterhin eine gewisse Rolle. Bis Ende der 1980er Jahre verfügte der Bahnhof über zwei Gleisanschlüsse – darunter eines für die Westpfälzische Holzindustrie – und ein Ladegleis. Letzteres ist bis heute vorhanden, obwohl inzwischen kein Güterverkehr mehr stattfindet. Die Zahlen im Güterverkehr waren zu dieser Zeit jedoch rückläufig: Wurden 1972 2349 Tonnen Stückgut im Bahnhof empfangen, waren es zehn Jahre später nur noch 265. Dasselbe Bild gab es beim Versand: 48307 Tonnen im Jahr 1972 standen 3057 Tonnen 1982 gegenüber. Darüber hinaus war der Bahnhof Tarifpunkt für die anderthalb Kilometer südliche Ausweichanschlussstelle zu einem benachbarten Tanklager der NATO.